# Per Orgård
Per Leander Orgård, till 1942 Persson, född 22 februari 1889 i Ovanåkers församling, död 15 februari 1966 i Järvsö  församling, var en svensk lantbrukare och politiker (socialdemokrat).
Orgård, som studerade vid folkhögskola, ägnade sig åt jordbruks-, skog- och flottningsarbete. Han arbetade som journalist 1912–1914 och var resetalare för IOGT 1920.  var verksam som kommunalman och ledamot av Gävleborgs läns landsting 1924–1950. Han var ordförande i styrelsen för Forsa folkhögskola, i nykterhetsnämnden och i Hälsinglands bildningsförbund från 1934. Han var ägare av Lövvik nr. 3 i Undersvik och senare av Tomterna i Järvsö.
Orgård var ledamot av Sveriges riksdags andra kammare 1933–1956, representerande Gävleborgs läns valkrets. Han var ledamot av bevillningsutskottet, ledamot av statens dyrortsnämnd från 1947, ordförande i riksdagens utrikespolitiska klubb 1942, suppleant i styrelsen för riksdagens interparlamentariska grupp 1944, i styrelsen för Riksförbundet Konst i skolan 1948, i styrelsen för Riksförbundet för bildande konst  och i styrelsen för Folkbildningsförbundet. 
Orgård skrev bland annat De tomma händernas politik: Kilbomskommunisterna och jordbrukshjälpen (1936) och I människovårdens tjänst: anteckningar ur Gävleborgs läns landstings historia med en kvartssekelkrönika och redogörelser för dess olika institutioners verksamhet (1962).